# Leptobrachidae
Leptobrachidae is een familie van neteldieren uit de klasse van de Scyphozoa (schijfkwallen).

## Geslachten
- Leptobrachia Brandt, 1836
- Thysanostoma Agassiz, 1862